# Jason Molina

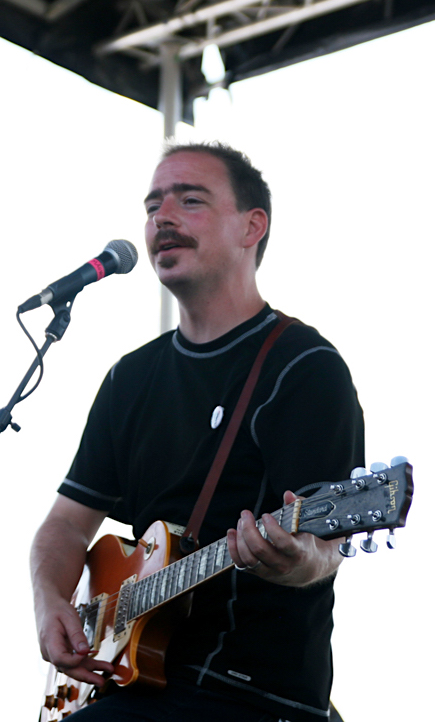
Jason Molina (2009)

Jason Andrew Molina (* 16. Dezember 1973 in Lorain, Ohio; † 16. März 2013 in Indianapolis, Indiana) war ein US-amerikanischer Musiker, der vor allem durch seine Projekte Songs: Ohia und Magnolia Electric Co. bekannt wurde. Bis zu seinem Tod lebte er in Chicago. Seine Musik, meist  Balladen mit  emotionalen Texten, ist durch Hard-Rock- und Country-Einflüsse geprägt und wird dem Genre Independent zugeordnet.

## Biografie
Molina begann seine musikalische Karriere als Bassist diverser Heavy-Metal-Bands, fand seine künstlerische Bestimmung jedoch früh im Schreiben und Singen eigener Texte. 1993 gründete er die Band Songs: Ohia. Er war der Songschreiber und Kopf der Band und nahm für die Aufnahmen, die unter einfachsten Bedingungen in Lo-Fi-Qualität aufgenommen wurden, verschiedene Musiker hinzu.
Das Debütalbum Songs: Ohia erschien 1997 beim US-amerikanischen Label Palace des Musikers Will Oldham. Später wurde es als the black album bei Secretly Canadian aus Bloomington, Indiana veröffentlicht, wo auch die meisten weiteren Alben erschienen sind. Als herausragend werden gemeinhin die Werke Impala, The Lioness und Didn't It Rain, welches in Kooperation mit einigen befreundeten Musikern entstanden ist, bezeichnet.
Seit 2003 spielte und sang Molina in der Band Magnolia Electric Co., die 2004 ihr drittes Album What Comes After the Blues vorstellte. Eine künstlerische Veränderung sah Molina vor allem darin, dass er mit der neuen Band die Möglichkeit hatte, in einem richtigen Studio aufzuzeichnen und nicht, wie zuvor, in für professionelle Produktionen ungeeigneten Räumen aufzunehmen. Schon zuvor hatte er jedoch mit dem Musiker und Produzenten Steve Albini zusammengearbeitet. 2004 erschien auch Molinas Solo-Album Pyramid Electric Co.

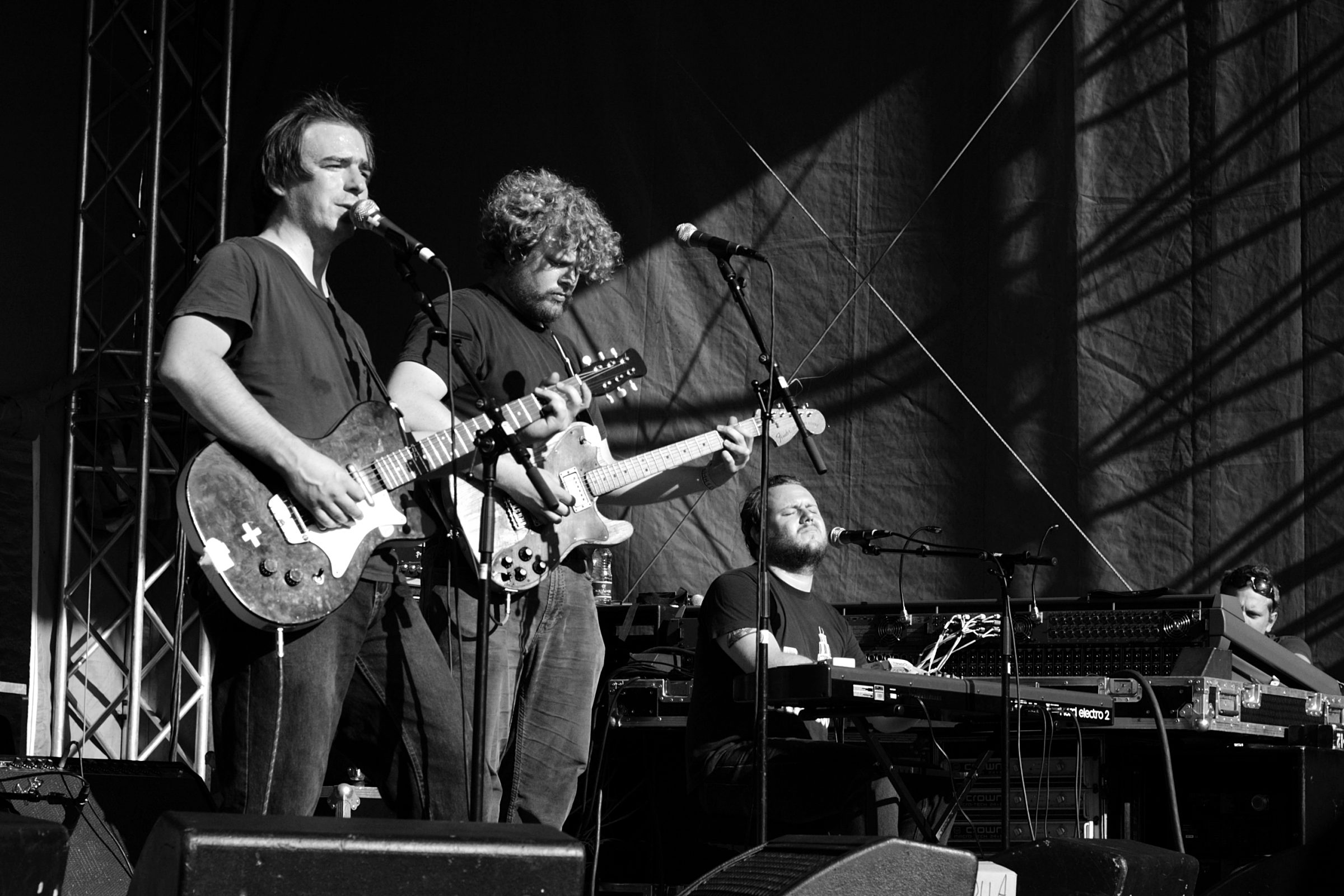
Molina (links) mit Magnolia Electric Co. bei einem Auftritt in Stockholm (2005)

2011 wurde auf der Website der Band vermeldet, dass sich Jason Molina aufgrund einer schweren, nicht näher benannten Erkrankung vorläufig aus dem Musikbusiness zurückziehen müsse. Zudem riss die teure medizinische Behandlung den nicht krankenversicherten Musiker in die Verschuldung. Aus diesem Grund rief seine Familie mit Unterstützung des Labels Secretly Canadian den „Jason Molina Medical Fund“ ins Leben. Fans konnten Geld spenden und erhielten im Gegenzug eine Compilation mit Songs des Musikers.
Im Mai 2012 veröffentlichte Molina auf der Website der Band einen Blogeintrag, in dem er bekannt gab, dass er sich auf dem Weg der Besserung befinde und an neuer Musik arbeite. Im September gleichen Jahres erschien das Mini-Album Autumn Bird Songs, welches allerdings bereits vor Molinas Rückzug aus der Öffentlichkeit aufgenommen wurde. Es handelt sich um ein Gemeinschaftsprojekt mit dem Künstler William Schaff und wurde zusammen mit dessen Buch From Black Sheep Boys to Bill Collectors - The music-related artwork of William Schaff nach einer erfolgreichen Kickstarter-Crowdfunding-Kampagne zur Deckung der Produktionskosten veröffentlicht.
Am 16. März 2013 starb Molina an Organversagen in Folge von Alkoholmissbrauch.
Die FAZ veröffentlichte einen Nachruf. Im Januar 2018 veröffentlichten die Singer-Songwriter Kevin Morby und Waxahatchee als Duo eine Hommage an den Verstorbenen. Die Erlöse der Digitalsingle mit Farewell Transmission und The Dark Don't Hide It, zwei Coverversionen seiner Songs, gingen an die spendenbasierte US-Musikerhilfsorganisation Musicares.

## Musik
Oft mit Neil Young oder Will Oldham verglichen, ist seine Musik meist von Gitarren-Akkorden getragen und mit dezent bis minimalistisch eingesetzten Schlagzeug- sowie Bass-Akzenten untermalt. Sie lebt vor allem von Molinas melancholischer Stimme, dessen, zuweilen depressive, poetische Texte häufig menschliche Beziehungen, Gefühle und Erinnerungen zum Thema haben.

## Diskographien
Wenn nicht anders angeführt, veröffentlicht bei Secretly Canadian.

### Songs: Ohia
Alben
- 1997 Songs: Ohia (auch bekannt als The Black Album)
- 1998 Impala (Happy Go Lucky und Secretly Canadian)
- 1999 The Ghost
- 1999 Axxess & Ace
- 2000 The Lioness
- 2000 Protection Spells
- 2000 Ghost Tropic
- 2001 Mi Sei Apparso Come Un Fantasma (Livealbum bei Paper Cup und Cargo Records)
- 2002 Didn’t It Rain
- 2003 The Magnolia Electric Co.

EPs
- 1997 Hecla & Griper
- 1997 Our Golden Ratio (Acuarela Discos)
- 2001 Travels in Constants (Vol. 14) (Temporary Residence Limited)

Singles
- 1995 Nor Cease Thou Never Now (7″ bei Palace Records)
- 1996 One Pronunciation of Glory (7″)
- 1999 Untitled (7″ bei Western Vinyl)
- 2001 Howler (7″ Limited Edition bei Absalom Recordings)
- 2002 United or Lost Alone / Keep It Steady (7″)
- 2004 No Moon on the Water / In the Human World (7″)

### Magnolia Electric Co.
Alben
- 2005 Trials & Errors
- 2005 What Comes After the Blues
- 2006 Fading Trails
- 2007 Sojourner (4 × CD + DVD)
- 2009 Josephine

EPs
- 2009 It’s Made Me Cry (7″ Limited Edition)
- 2009 Rider. Shadow. Wolf. (7″ Limited Edition)

Singles
- 2005 Hard To Love A Man

### Jason Molina
Alben
- 2004 Pyramid Electric Co
- 2006 Let Me Go, Let Me Go, Let Me Go
- 2012 Autumn Bird Songs (10″ bei Graveface Records; gemeinsam mit dem Buch From Black Sheep Boys To Bill Collectors - The music-related artwork of William Schaff)
- 2020 Eight Gates

Singles
- 2004 No Moon on the Water (7″ Limited Edition bei Chunklet Magazine)

### Kooperationen
Alben
- 2009 Molina & Johnson

EPs
- 2002 Amalgamated Sons of Rest mit Will Oldham und Alasdair Roberts (Galaxia)
- 2002 Split Series 3 mit My Morning Jacket (Jade Tree)

Singles
- 1998 Nay, Tis Not Death mit Appendix Out (7″, Liquefaction Empire, Bad Jazz)
- 1999 Fat Bobby’s Black Thumb / Journey On mit Oneida (7″, Jagjaguwar)
- 1999 How to Be Perfect Men mit Rex (7″, Temporary Residence Limited)
- 2000 Fade Street / A Caution to the Birds mit Glen Hansard (7″ Limited Edition, Road Relish)
- 2000 Molina & Roberts mit Alasdair Roberts (7″)
- 2001 Lioness / Miss My Lion mit Scout Niblett (7″)